# Я була авантюристкою (фільм, 1938)
«Я була авантюристкою» (фр. «J'étais une aventurière») — французький комедійно-драматичний фільм 1938 року, поставлений режисером Реймоном Бернаром з Едвіж Фейєр у головній ролі.

## Сюжет
У Лондоні, а потім у Відні графиня Віра Вронські (Едвіж Фейєр) прокручує елегантні шахрайські афери, в центрі яких, як правило, справжні або фальшиві коштовності. Вона пускає в хід свою чарівливість та вміло користується скупістю, марнославством і довірливістю чоловіків. Сценарії цих афер розроблені її спільником й учителем Дезормо (Жан Макс). А в тих випадках, коли при виконанні потрібна спритність рук, до справи охоче підключається третій спільник — кишеньковий злодій Поло (Жан Тіссьє). Але в Каннах графиня закохується у свою чергову жертву, красеня П'єра Глорена (Жан Мюра). Вони грають у прекрасну любов, і пізніше одружуються.
Віра більше не хоче працювати з колишніми спільниками. У Будапешті шахраї намагаються навчити нову компаньйонку, але вона не така тямуща, і все закінчується в'язницею. У Парижі вони знову відшукують Віру, і Дезормо шантажем знову збирає колишню команду. Завдяки умілій постановочній афері, Віра думає, що позбавилася від них. Але Дезормо розкриває обман. Разом з Поло він з'являється в нормандському містечку, де П'єр і Віра приймають гостей. Шахраї втікають, прихопивши коштовності усієї цієї великосвітської публіки. Віра вимушена розкрити П'єрові таємницю свого минулого. Дружба Поло з колишньою співучасницею, а також його хитрість допоможуть закоханим примиритися і спокійно зажити далі.

## У ролях
| • Едвіж Фейєр     | … | Віра Вронські  |
| • Жан Мюра        | … | П'єр Глорен    |
| • Жан Макс        | … | Дезормо        |
| • Маргеріт Морено | … | тітка Емілі    |
| • Жан Тіссьє      | … | Поло           |
| • Фелікс Удар     | … | Рутерфорд      |
| • Гійом де Сакс   | … | маркіз Кореані |

## Знімальна група
- Автори сценарію — Жак Компанез, Мішель Дюран, Ганс Якобі, Герберт Юттке
- Режисер-постановник — Реймон Бернар
- Продюсер — Грегор Рабінович
- Оператори — Філіпп Агостіні, Мішель Кельбер
- Композитор — Поль Мізракі
- Монтаж — Шарлотта Жильбер
- Художники-постановники — Леон Барсак, Жан Перр'є
- Звукорежисер — Вільям Роберт Сівел

## Ремейки
- Французький ремейк самого Реймона Бернара під назвою «Сьома заповідь» (фр. Le Septième commandement) вийшов у 1956 році. Головну роль знову зіграла Едвіж Фейєр.
- Американський ремейк «Я була авантюристкою[en]» (англ. I Was an Adventuress) був знятий Грегорі Ретоффом у 1940 році. Еріх фон Штрогейм та Петер Лорре виконали ролі, які у французькому фільмі зіграли Жан Макс і Жан Тіссьє[1].